# Kraambed
De kraamtijd of kraambed(periode) (Latijn: puerperium) is de periode van acht dagen na de bevalling (partus), waarbij de dag van de bevalling als eerste dag geldt. Tijdens deze fase verandert het lichaam weer naar een niet-zwangere toestand. Hierbij kan bijvoorbeeld gedacht worden aan de buikspieren en aan de weefsels van het geboortekanaal en de baarmoeder.

## Plaats
Het kraambed kan thuis plaatsvinden, gedeeltelijk of volledig in het ziekenhuis en geheel of gedeeltelijk in een kraamhotel. De zorg voor de kraamvrouw wordt gegeven door de kraamverzorgster als het een thuissituatie betreft of door kraamverzorgenden, verpleegkundigen en verzorgenden indien de kraamvrouw in het ziekenhuis of kraamhotel verzorgd wordt.

## Medische begeleiding
De medische begeleiding vindt plaats door de verloskundige in de thuissituatie en in het kraamhotel. Indien er sprake is van een medische indicatie, waardoor het kraambed geheel of gedeeltelijk in het ziekenhuis plaatsvindt, dan doet de gynaecoloog de medische begeleiding in het ziekenhuis.

## Controles
De belangrijkste controles tijdens het kraambed zijn: temperatuur van de vrouw en het kind, de vloeiing en stolsels, het krimpen van de baarmoeder, controle van de hechtingen en het verwijderen ervan en eventueel bloeddrukmeting. Dat laatste is vooral van belang voor vrouwen die een HELLP-syndroom of pre-eclampsie hebben doorgemaakt. Daarnaast wordt begeleiding in het geven van borstvoeding gegeven en wordt de temperatuur, het urineren en het ontlasten van het kind goed in de gaten gehouden.